# Globus
Pour les articles homonymes, voir Globus (homonymie).
Globus est une chaîne de magasins suisse fondée en 1907 à Zurich et qui comprend actuellement[Quand ?] quinze points de vente. Le groupe possède la chaîne de vêtements pour hommes Herren Globus ainsi que la chaîne de magasins d'articles de bureau Office World (de). Le groupe a été racheté par la Fédération des coopératives Migros en 1997 et a été membre de l'Association Internationale des Grands Magasins de 1931 à 2020,.

## Histoire

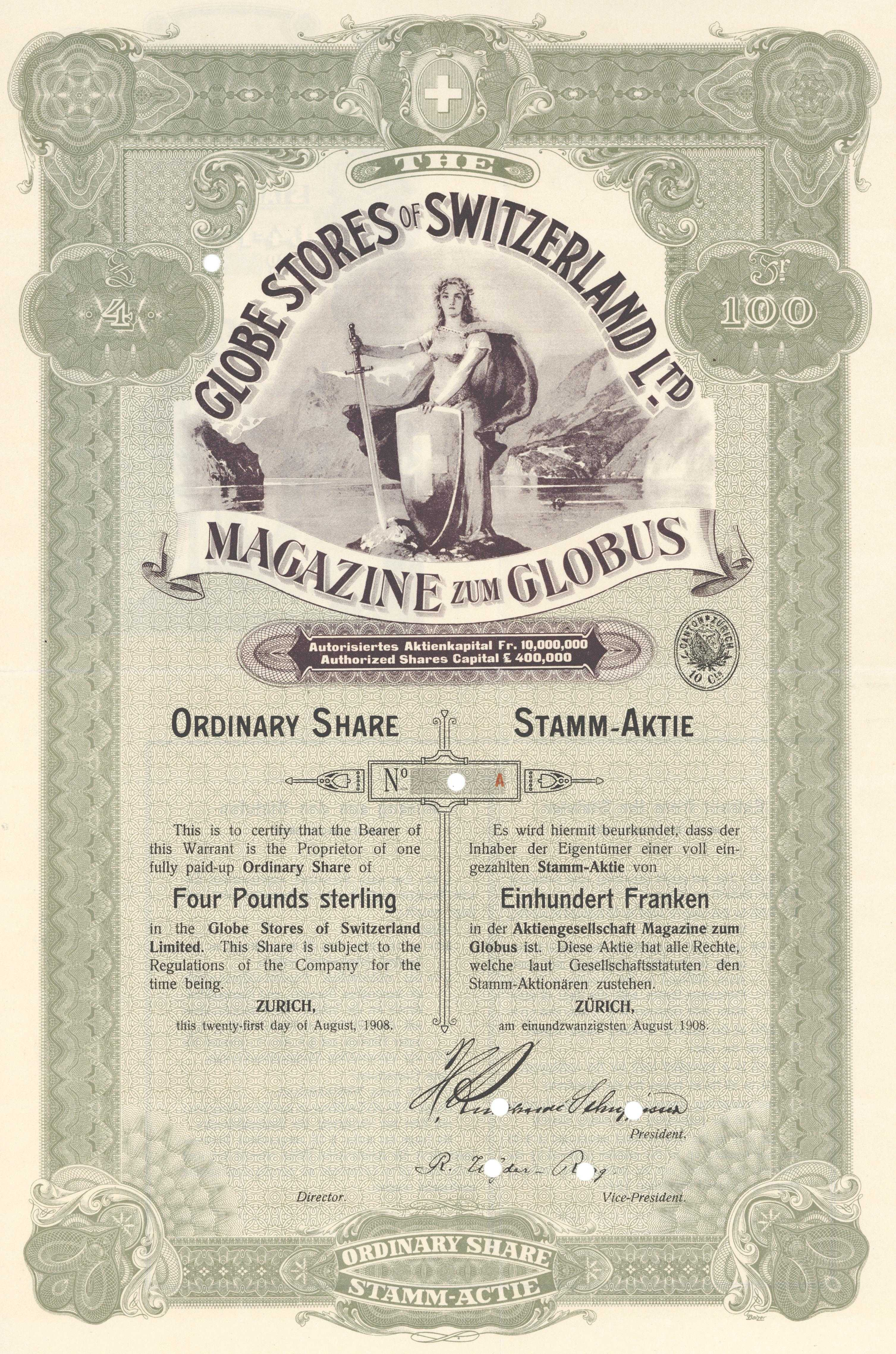
Action du Magazine zum Globus S.A. en date du 21 août 1908.

Le personnage de bande-dessinée Globi est née en 1932 sous la plume de Robert Lips (en) et de l'auteur Alfred Bruggmann (de) sur demande du journal des éditions Globus, pour les 25 ans de l'entreprise.
En 2013, Globus achète les magasins de vêtement Schild (de). 
En février 2020, Globus est acquis avec d'autres actifs par une co-entreprise entre Central Group et Signa Holding (en) pour 1 milliard de francs suisses à Migros.

## Points de vente
Globus est présent à :
- Bâle
  - Marktplatz
- Berne (2 magasins)
  - Berne City
  - Berne Westside
- Genève
  - Rue du Rhône (anciennement Grand Passage, racheté en 1996 de Jelmoli)
- Lausanne (anciennement Innovation, racheté en 1996 de Jelmoli)
- Locarno (anciennement Innovazione, racheté en 1996 de Jelmoli)
- Lucerne (anciennement Jelmoli, racheté en 1996)
- Saint-Gall
- Zurich (2 magasins)
  - Centre Glatt centre commercial à Wallisellen, près de Zurich (racheté en 1996 de Jelmoli)
  - Outlet Dietlikon